# 葡萄钩丝壳
葡萄钩丝壳（学名：Uncinula necator）是属于白粉菌目白粉菌科钩丝壳属的一种真菌，寄生在葡萄属植物上。该种分布于中国、日本、丹麦、加拿大、印度、伊拉克、希腊、俄罗斯、法国、英国、罗马尼亚、美国、南非、埃及、捷克斯洛伐克、智利、新西兰、意大利、瑞典、澳大利亚德国等地。
现接受名为葡萄白粉菌（Erysiphe necator Schwein., 1832）。